# Mit 20 wirst du sterben
Mit 20 wirst du sterben (arabisch ستموت في العشرين Satamūt fīl-ʿišrīn, englischsprachiger Titel You Will Die at Twenty, französischsprachiger Titel Tu mourras à 20 ans) ist ein Filmdrama von Amjad Abu Alala, das Ende August 2019 bei den Internationalen Filmfestspielen von Venedig seine Premiere feierte. Der Film basiert auf einer Kurzgeschichte des sudanesischen Schriftstellers Hammour Ziada. Mit 20 wirst du sterben wurde vom Sudan als Beitrag für die Oscarverleihung 2021 als bester internationaler Film eingereicht.

## Handlung
In einem Dorf zwischen dem Blauen und dem Weißen Nil wurde ein Kind geboren. Die Mutter Sakina bringt den neugeborenen Jungen zu einer Sufi-Zeremonie, wo er gesegnet werden soll. Zugegen ist auch ein tanzender Derwisch, der vor sich hinzählt, dann aber mit dem Wort „zwanzig“ auf den Lippen zu Boden fällt. Die Anwesenden deuten dieses letzte seiner Worte so, dass Muzamil, so der Name des Jungen, mit zwanzig sterben werde.
Die Prophezeiung lastet schwer auf der Familie, und Muzamils Vater Alnour verlässt sie bald, weil er sich selbst nicht als so stark wie Sakina fühlt. So muss sie ihren Sohn alleine großziehen. In Erwartung seines frühen Todes wächst Muzamil unter dem wachsamen Auge seiner überfürsorglichen Mutter auf, die sich ganz in Schwarz kleidet. Selbst andere Kinder nennen ihn „den Sohn des Todes“.
Zwar verbietet ihm seine Mutter, mit den andern Kindern zu spielen oder schwimmen zu gehen, doch weil Muzamil ein aufgeweckter und neugieriger Junge ist, erlaubt sie ihm, den Koran zu studieren. Muzamil erweist sich als begabt beim Auswendiglernen und Rezitieren der Suren.
Jahre später arbeitet Muzamil als rechte Hand des Dorfladenbesitzers. Er beliefert den alten Sulaiman, der nach einem Berufsleben als Kameramann vom Ausland ins Dorf zurückgekehrt ist, verbotenerweise mit Alkohol. Mit Sulaiman und seiner Freundin, der Sängerin und Prostituierten Set Alnesea, kommt Muzamil erstmals mit anderen Lebensentwürfen in Kontakt. Suleiman zeigt dem Jungen Filme, wie Tatort... Hauptbahnhof Kairo und die Dokumentation Khartoum des sudanesischen Filmpioniers Gadalla Gubara. Durch diese Einflüsse beginnt Muzamil an der Prophezeiung zu zweifeln, die bislang sein Leben bestimmte und seine Familie auseinandergerissen hat. Mit 19 Jahren fängt er schließlich an, sein Leben selbst in die Hand zu nehmen.

## Produktion
Der Film basiert auf einer Kurzgeschichte des sudanesischen Schriftstellers Hammour Ziada, die er schrieb, als die Kulturszene des Landes nach Jahrzehnten der Unterdrückung wieder erwachte. Die Einwohner des Dorfes, in dem das Kind in der Geschichte lebt, werden von alten Sufi-Überzeugungen und -Traditionen geleitet.

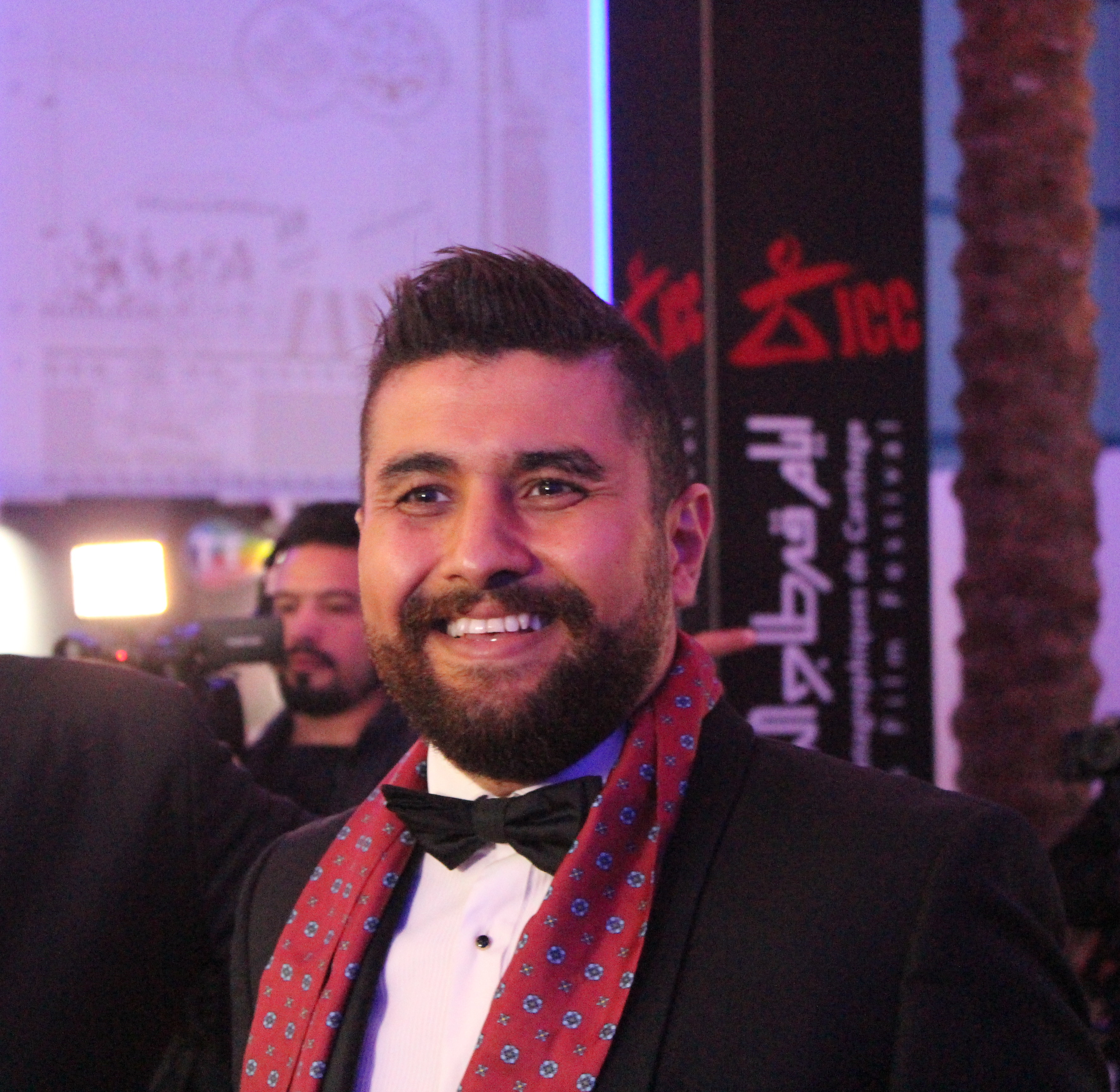
Die Filmmusik komponierte Amine Bouhafa

Regie führte Amjad Abu Alala, der gemeinsam mit Yousef Ibrahim auch Ziadas Geschichte für den Film adaptierte. Abu Alala wurde in den Vereinigten Arabischen Emiraten geboren, ist jedoch im Sudan als Regisseur und Produzent aktiv. Seine Eltern stammen beide aus Wad Madani im Zentralsudan, und daher wollte er zu seinen Wurzeln zurückkehren. Auf seiner Suche nach einer Geschichte, mit der sich nicht nur das sudanesische Publikum, sondern die ganze Welt identifizieren kann, stieß er schließlich auf Ziadas Kurzgeschichte. Die Filmmusik komponierte der Franco-Tunesier Amine Bouhafa.
Der Film wurde zur Zeit der Massendemonstrationen gegen Umar al-Baschir gedreht, der im April 2019 vom Militär gestürzt wurde, nachdem er das Land fast 30 Jahre lang regiert hatte. Dies stellte die gesamte Crew vor große Herausforderungen, nicht zuletzt, weil es in Sudan keine Filmindustrie gibt und sie mehrere Tonnen Ausrüstung für den Filmdreh einfliegen mussten.
Die Premiere erfolgte am 29. August 2019 bei den Internationalen Filmfestspielen von Venedig im Rahmen der Venice Days. Im September 2019 wurde er beim Toronto Film Festival gezeigt, Anfang Oktober 2019 beim Filmfest Hamburg. Im Oktober 2021 wurde er auch beim Filmfest Emden-Norderney vorgestellt. Der Kinostart in Deutschland erfolgte am 25. August 2022.

## Rezeption

### Kritiken
Von den bei Rotten Tomatoes aufgeführten Kritiken sind 89 Prozent positiv.
Jens Balkenborg von epd Film schreibt in seiner Kritik, zwar mag für den westlichen, nicht in die Sitten und Bräuche der sudanesischen Provinz eingeweihten Blick einiges rätselhaft bleiben, aber in Abu Alalas bildgewaltiger Allegorie stecke eine universelle Geschichte vor dem Hintergrund eines ungewöhnlichen Coming of Age. Mit 20 wirst du sterben sei Kino pur, ein Film voll sprechender Bilder, in dem ein persönliches Schicksal zur Freiheitsparabel für die Menschen wird, die sich 2019 gegen den vom Militär abgesetzten Autokraten Umar al-Baschir gestellt haben.
Michael Meyns von der Gilde deutscher Filmkunsttheater schreibt, Alala kontrastiere in seinem Debütfilm geschickt Religion und Kino, Tradition und Moderne und wenn man so wolle eine alte und eine neue Form der Magie. Angesichts seiner Produktionsgeschichte und der Herkunft seines Regisseurs könne man Mit 20 wirst du sterben gleichzeitig als Film aus dem Sudan betrachten, der auch einen Blick von Außen auf ein Land wirft, das unter Militärdiktatur und islamischem Extremismus leidet. Gesellschaftskritik sei da also angebracht, doch dankenswerter Weise liefere Alala sie auf eher subtile Weise. Missstände würden angedeutet, veraltete Traditionen mit den Möglichkeiten der Moderne kontrastiert, im Kern erzähle Mit 20 wirst du sterben jedoch eine zeitlose, universelle Coming of Age-Geschichte: „Ein junger Mensch, der sich aus den Fesseln seiner Herkunft befreit und seinen eigenen Weg geht.“ Diese Geschichte kenne jeder, mit diesem Schicksal könne man sich überall auf der Welt identifizieren. So sei Amjad Abu Alala auch jenseits des exotischen Werts, den er als Film aus dem Sudan besitzt, ein bemerkenswertes, sehr sehenswertes Debüt.

### Auszeichnungen (Auswahl)
Mit 20 wirst du sterben wurde vom Sudan als erster Beitrag überhaupt für die Oscarverleihung 2021 in der Kategorie Bester Internationaler Film eingereicht und gelangte auch in die Vorauswahl als Bester fremdsprachiger Film für die Golden Globe Awards 2021. Im Folgenden eine Auswahl weiterer Auszeichnungen und Nominierungen.
Filmfest Hamburg 2019
- Auszeichnung mit dem Hamburger Produzentenpreis „Europäische Kino-Koproduktionen“[18]

Internationale Filmfestspiele von Venedig 2019
- Auszeichnung als Bester Debütfilm (Amjad Abu Alala)
- Nominierung für den Fedeora Award der Venice Days (Amjad Abu Alala)

Prix Lumières 2021
- Nominierung als Beste internationale Koproduktion